# Национальная конкурентоспособность
Национальная конкурентоспособность (англ. National Competitiveness) — многозначный термин, который чаще всего обозначает:
1. способность страны добиться высоких темпов экономического роста, которые были бы устойчивы в среднесрочной перспективе;
2. уровень производительности факторов производства в данной стране;
3. способность компаний данной страны успешно конкурировать на тех или иных международных рынках.

В рамках первых двух определений повышение национальной конкурентоспособности отождествляется с ростом жизненных стандартов и ускорением экономического роста. Поэтому понятие национальной конкурентоспособности тесно связано с такими областями экономической теории, как теория экономического развития и теория экономического роста, а также с интегрирующей обе эти теории теорией капитала. По этой причине конкретные подходы к повышению национальной конкурентоспособности зависят от приверженности тем или иным научным школам в рамках этих теорий, которые дают разные ответы на вопрос «что работает, а что — нет». В частности, широко известны «Индекс перспективной конкурентоспособности» и «Всемирное табло конкурентоспособности», которые отражают взгляд Всемирного экономического форума и Института развития менеджмента на то, какие именно факторы определяют экономический рост стран.
Повышение национальной конкурентоспособности на основе третьего определения тесно связано со следованием традиционной промышленной политике в части поддержки конкретных компаний — «национальных чемпионов» или экспортеров — и политикой поддержания низкого курса национальной валюты.
Между повышением конкурентоспособности в первых двух смыслах и повышением конкурентоспособности в третьем смысле существует серьёзное различие. Национальная конкурентоспособность в первых двух смыслах не предполагает с необходимостью участия страны в международной торговле — бизнес в стране может быть очень производительным, но не торговать с компаниями из других стран. В рамках же третьего определения конкурентоспособность проявляется исключительно на международном рынке.

## Модели международных конкурентных преимуществ
Национальная конкурентоспособность включает в себя и конкурентоспособность государств.

В принципе, современные попытки изучения конкурентоспособности государств — это в какой-то степени очередная попытка понять, почему одни государства богаче и успешнее, а другие беднее и менее успешны, что ещё в 18 веке было сформулировано экономистом Адамом Смитом.

### Майкл Портер
Майкл Портер проделал огромную работу по направлению определения конкурентоспособности государств. Он собрал достаточно много практического и теоретического материала, опубликовав ряд книг на эту тему.

Основным упором в теориях М. Портера являлась именно конкуренция на всех уровнях (как на уровне государства, так и на уровне компаний). Хотя и существует критика такого подхода (все ли отрасли должны подвергаться конкуренции/государственный сектор, в какой степени), тем не менее из этих теорий можно выделить определённое направление деятельности государства и выработки государственной политики.

Вклад М. Портера:
- Анализ пяти сил Портера
- Ромб Портера en
- Общие стратегии Портера en

В своей книге Competitive Advantage of Nations М. Портер приводит определённым образом сферы, где можно достичь конкурентных преимуществ, их четыре. В целом это больше подходит к конкурентоспособности предприятий.
|                             | Снижение издержек (Lower Cost)         | Дифференциация (Differentiation)                    |
| Широкая цель (Broad Target) | Лидерство в издержках (Cost Lidership) | Дифференциация (Differentiation)                    |
| Узкая цель (Narrow Target)  | Направленные издержки (Cost Focus)     | Направленная дифференциация (Focus Differentiation) |

Под целью понимается тот целевой рынок, который выбирает может выбрать компания. Это же можно и сказать про определённую специализацию страны при международном разделении труда.

Например, страна, как и компания или даже человек, может как специализироваться на какой-то определённой узкой сфере (производство товаров широкого потребления/производство специальных микрочипов для определённой сферы; изучение английского языка/изучение суахили и малораспространённого диалекта).

Аналогично возможно и диверсифицироваться или наоборот сконцентрироваться на определённой сфере.

Так, существует такие 4 сферы и возможность достичь определённой конкурентоспособной, или получить определённую востребованность.
- Стадии конкурентоспособности (Портер)

При анализе конкурентоспособности М. Портер выделил 4 стадии:
1. Стадия, движимая факторами
2. Стадия, движимая инвестициями
3. Стадия, движимая инновациями
4. Стадия богатства

В соответствии с точкой зрения М. Портера страны могут проходить по этим стадиям конкурентоспособности. Иногда страны проходят плавно, иногда остаются на одной стадии.

М. Портер определённым образом связывает успех страны с прохождением этих стадий.

Тем не менее, такой подход можно использовать и по отношению к отдельным отраслям или даже отдельным компаниям.

#### Описание стадий конкурентоспособности
1. Стадия, движимая факторами

Под факторами понимаются факторы производства, то есть в определённом случае труд, земля, капитал, хотя это и не только они. В модели Ромба М. Портер уже пояснял, что факторы могут быть:
- базисными и развитыми
- общими и специализированными.

Например, базисным фактором будет низкоквалифицированная рабочая сила, избыточные полезные ископаемые и т. п. Тем не менее, если работники будут обучены, то этот фактор производства уже станет развитым.

Кроме того, отдельные факторы могут быть общими или специализированными. Например, общая компьютерная грамотность будет определённым образом общим фактором. Но специфические знания по огранке алмазов или специальные знания, позволяющие управляться высокотехнологичным оборудованием будет уже специализированным фактором.

Так, под общими факторами понимаются факторы, которые можно использовать в достаточно широко, а под специфическими факторами понимаются такие факторы, которые можно использовать только в определённой сфере.

Всё это справедливо как к компании в частности (специальные кадры в компании), так и к определённым сферам государства в целом.

Примеры: Австралия, Канада, Катар, Нигерия, Россия (ресурсы). Возможно, пока Китай (за счёт дешёвой рабочей силы)

По сути, любые страны, которые имеют избыток ресурсов, и у кого именно это и является основой дохода бюджета.

Некоторые страны богатые, некоторые нет. Но есть основа экономики — это те самые факторы, которые есть в избытке.

2. Стадия, движимая инвестициями
Основным элементом здесь является активное инвестирование и привлечение инвестиций. На этом этапе проходит развитие факторов. Родственные и поддерживающие отрасли (и кластеры) из Ромба Портера пока недостаточно развиты.

Определённым конкурентным преимуществом может быть конкуренция внутри страны и внутренний спрос

Примеры: Бразилия, некоторые страны НИС.

3. Стадии, движимая инновациями
На данной стадии все 4 детерминанты ромба Портера достаточно развиты, существует усложнение спроса, а нехватка каких-то ресурсов (менее технологичных) восполняется импортом, причём экспорт идёт более технологичный. Страна сама имеет технологии, меньше зависит от импорта технологий.
Примеры: Многие развитые страны: Великобритания, Германия, США, Франция, Япония.

4. Стадия богатства
Если три предыдущие стадии — стадии роста, то стадия богатства — стадия упадка.

Всё, чего достигла страна — всё заслуга прошлого. Теперь же компании теряют свою конкурентоспособность, конкуренция ослабевает, инвестирование компаний падает, спрос в основном не меняется.

Этой стадии достигать странам нельзя. Если же они страна достигла стадии богатства, то ей необходимо находить свои конкурентные преимущества, менять стратегию компаний, проводить целенаправленную государственную политику, например, направленную на инвестиции.

Примеров таких стран нет, хотя иногда выделяют определённый период развития Великобритании, но тогда страна быстро сориентировалась и нашла конкурентные преимущества.

Несмотря на масштабность исследования, тем не менее существует и определённая критика. Например, в своей книге The Competitive Advantage of Nations М. Портер изучает опыт 8 развитых и 2 быстро развивающихся стран НИС. Этими двумя странами НИС были Южная Корея и Сингапур. В соответствии с его точкой зрения Южная Корея будет более успешна, сможет достичь уровня развитых стран, сможет достичь стадии, движимой инновациями, тогда как Сингапур так и останется на стадии, движимой факторами. Тем не менее практика показала, что Сингапур сейчас развивается более быстрыми темпами.

### Международный институт по развитию менеджмента
Международный институт управленческого развития, или IMD (Institute Of Management Development) сформулировал свою модель конкурентоспособности.

Прежде всего, IMD ежегодно публикует World Competitiveness Yearbook, в которой рассматривает конкурентоспособность 60 стран 300 критериев. 2/3 из критериев основываются на статистике, а 1/3 основывается на опросах руководителей компаний

IMD считает, что использовать доклад по конкурентоспособности могут как компании, сами страны, а также этот доклад может представлять академический и научный интерес.
Если М. Портер выстроил целую теорию, то IMD больше сконцентрировался на измерении конкурентоспособности с помощью рейтинга. Сама теория конкурентоспособности опирается на 4 определённых измерения (dimensions), или 4 силы

Кроме этого, в теории IMD говорит о создании добавленной стоимости, взаимосвязи конкурентоспособности страны и конкурентоспособности компаний, взаимосвязь эффективности государства и бизнеса.
Что касается 4 измерений как основ конкурентоспособности.

#### Привлекательность против Агрессивности (Attractiveness versus Aggressiveness)
Конкурентоспособность страны связана с её экспортом, а также с привлечением прямых зарубежных инвестиций.

Агрессивность:

Так, активную политика в плане экспорта IMD называет агрессивностью. Примерами таких стран, которые проводят достаточно активную политику в области экспорта могут служить Германия и Япония.

Привлекательность:

Противоположная стратегия направлена на привлечение прямых зарубежных инвестиций. Примерами таких стран могут являться, например, Ирландия и Сингапур.

Результатом стратегии агрессивности является создание дохода внутри страны, но в этом случае не всегда создаются рабочие места.

Результатом стратегии привлекательности же является создание рабочих мест, но что касается дохода, то это будет зависеть от тех условиях, на которых были привлечены в страну инвесторы.

Конечно, нет в чистом виде агрессивный и привлекательных стран, и необходимо комбинировать это для достижения большей конкурентоспособности. Хотя, если говорить о США, то, кажется, они являются и достаточно агрессивным в плане экспорта и торговли, и достаточно привлекательными в плане привлечения инвестиций.

#### Близость против глобальности (Proximity versus Globality)
«Экономика близости» направлена на внутренний рынок, на создание добавленной стоимости ближе к конечному потребителю. Примерами могут быть определённые социальные и персональные услуги (учителя, врачи), административные услуги (национальные суды), обслуживание потребителей (послепродажное обслуживание).

«Экономика близости» может быть менее экономически эффективной и менее мобильной, тем не менее она позволяет создать рабочие места и услуги, а поэтому «экономика близости» играет значительную социальную роль.

«Экономика глобальности» включает в себя компании, которые представляют страну на «международной арене». В данном случае географически производство может быть далеко от конечного потребителя, но компания может пользоваться конкурентными преимуществами рынков по всему миру. Владением полной производственно-сбытовой цепью не является самоцелью для компании, для компании важнее эффективно контролировать и управлять. Факторы производства достаточно гибкие, рост производительности производится проще, чем в «экономике близости».

В целом, здесь речь идёт о том, на что странам и соответственно компаниям больше полагаться: на внутренний рынок или на мировой рынок. В данном случае логично придерживаться золотой середины, а также учитывать размер внутреннего рынка, этап развития, общие экономико-социальные цели.

Логично, что страны с меньшим внутренним рынком, например, Финляндия, Швеция, Швейцария не могут для достижения конкурентоспособности всецело быть направленными на внутренний рынок, тогда как, например, Китай, Россия, США, Южная Корея в целом могут использовать преимущества внутреннего рынка.

Логично и выходит, что глобализация в какой-то степени больше может оказаться выгодной более маленьким странам, так как именно у них ещё по ромбу Портера не может играть определяющую роль детерминанта «внутренний спрос».

#### Активы против процессов (Assets versus Processes)
Идея этого пункта заключается в следующем. У некоторых стран есть определённые активы. Например, какие-то страны имеют много полезных ископаемых (например, во многих африканских странах), большую территорию (например, Россия) и т. п. Другие страны могут чего-то не иметь. И в данном случае суть заключается в том, что для достижения конкурентоспособности страны одних лишь «активов» недостаточно. И даже наоборот, нехватка чего-то в стране может стать своеобразным катализатором для инноваций и достижения конкурентоспособности.

#### Социальная сплочённость против индивидуального принятия рисков (Social Cohesiveness versus Individual Risk Taking)
В соответствии с точкой зрения IMD существует два подхода, которые влияют на конкурентоспособность. Так, например, в США упор больше на определённый индивидуализм, при этом социальная сфера определённым образом ограничена. Если же говорить о Центрально-Восточной Европе, то там больше эгалитаристский подход, при это социальное обеспечение.

По сути, в данном случае речь идёт о соотношении капитализма и социализма, индивидуализма и коллективизма.

### Организация экономического сотрудничества и развития
ОЭСР стала одной из первых международных организаций, которая стала проводить исследования конкурентоспособности и давать определённые рекомендации странам и смогла привлечь внимание к этому вопросу, например, теперь конкурентоспособность также изучают ЮНКТАД, ЮНИДО.

ОЭСР в своём рассмотрении опиралась на конкурентоспособность с точки зрения макро-уровня, то есть со стороны государства. Сначала ОЭСР проводила различные конференции и изучала в основном страны-члены ОЭСР, а затем ОЭСР стала изучать и страны с переходной экономикой. После круг рассматриваемых ею вопросов конкурентоспособности расширился, включив конкурентоспособность сетей предприятий, конкурентоспособность городов, региональных интеграций различных направлений государственной экономической политики.

ОЭСР предложила свои определения конкурентоспособности, которые являются одними из наиболее распространённых. Сама же конкурентоспособность страны складывается как из компаний в стране, способных аккумулировать лучший опыт других компаний (похоже на подход Портера, когда конкурентоспособность страны складывается из конкурентоспособных компаний и отраслей), а конкурентоспособность компаний же исходит не только из внутренней эффективности самой компании, но даже в большей степени из общей среды компании (например, общая инфраструктура, качество продукции, конкуренция и т. п.).

Кроме того, хотя ОЭСР и признаёт, что качественные показатели (например, возможности для внедрения новых технологий или важность послепродажного обслуживания), тем не менее ОЭСР делает больший упор на количественные показатели конкурентоспособности, например, цена, обменные курсы и использует макроэкономический подход и подход в области определения роста экономики и т. п., чтобы определить изменение конкурентоспособности.

## Критика понятия «национальная конкурентоспособность»
Известный экономист Пол Кругман указывает, что несмотря на то, что экономическое содержание понятия «национальной конкурентоспособности» сводится к понятию «продуктивности», использование в обсуждении экономической политики термина «национальная конкурентоспособность» ошибочно и даже опасно:
- концентрация на образе конкуренции стран игнорирует то, что большая часть возможных экономических трудностей определяется исключительно внутренними факторами — вне связи с торговлей на каких-либо международных рынках, соответственно, уровень жизни растет вместе с ростом производительности, а не с ростом производительности по сравнению с другими странами;
- образ стран-конкурентов на эмоциональном уровне подрывает выводы теории международной торговли — богатство страны связано с международной специализацией и использованием сравнительных преимуществ, а потому следование концепции «национальной конкурентоспособности» может породить протекционизм и торговые войны;
- примененное к государству вместо коммерческой фирмы понятие «конкурентоспособность» является метафорой — ведь в отличие от фирмы у государства нет меры конкурентоспособности — баланса прибылей и убытков — и нет возможности исчезнуть в результате разорения;
- акцент на международной конкурентоспособности может привести к поддержке малопродуктивных отраслей национальной экономики и, соответственно, снижению её жизненных стандартов.

Подводя итог своему анализу, Кругман замечает:

«К сожалению, экономисты, которые надеялись использовать риторику конкурентоспособности для {проведения} хорошей экономической политики вместо этого использовали доверие к себе в интересах плохих идей. И кто-то должен указать, когда интеллектуальное платья императора является не тем, что он о нём думает. Поэтому давайте скажем правду: конкурентоспособность является бессмысленным словом, когда прилагается к национальной экономике. И одержимость конкурентоспособностью является одновременно ошибочной и опасной».